# Antonio Benedetto Antonucci
Antonio Benedetto Antonucci (ur. 17 września 1798 w Subiaco, zm. 29 stycznia 1879 w Ankonie) – włoski kardynał.

## Życiorys
Urodził się 17 września 1798 roku w Subiaco. Studiował na La Sapienzy, gdzie uzyskał doktorat utroque iure. 22 września 1821 roku przyjął święcenia kapłańskie. 17 grudnia 1840 roku został biskupem Montefeltro, a 18 lipca 1841 roku przyjął sakrę. Dwa lata później został biskupem Ferentino, a w 1844 – tytularnym arcybiskupem Tarsu i nuncjuszem na Sardynii. W 1851 roku mianowano go arcybiskupem ad personam Ankony. 15 marca 1858 roku został kreowany kardynałem prezbiterem i otrzymał kościół tytularny Santi Silvestro e Martino ai Monti. Zmarł 29 stycznia 1879 roku w Ankonie.